# Station 19
Station 19 is een Amerikaanse televisieserie van de zender ABC (in Vlaanderen uitgezonden op de zender  Fox, in Nederland op de zender Net5). De serie is een spin-off van Grey's Anatomy en volgt de brandweerlieden van Station 19 in Seattle, waaronder Dr. Ben Warren (gespeeld door Jason George uit Grey's Anatomy), die het ziekenhuis achter zich laat en brandweerman wordt.

## Rolverdeling
- Jaina Lee Ortiz als Andrea "Andy" Herrera
- Jason George als Dr. Benjamin "Ben" Warren
- Grey Damon als Jack Gibson
- Barrett Doss als Victoria "Vic" Hughes
- Alberto Frezza als Ryan Tanner
- Jay Hayden als Travis Montgomery
- Okieriete Onaodowan als Dean Miller
- Danielle Savre als Maya Bishop
- Miguel Sandoval als Pruitt Herrera (seizoen 1–3; gastrol seizoen 4)
- Boris Kodjoe als Robert Sullivan (seizoen 2–heden)
- Stefania Spampinato als Dr. Carina De Luca (seizoen 4; gastrol seizoen 3)

### Personages uitGrey's Anatomy
De volgende personages uit Grey's Anatomy hebben gastoptredens in Station 19:
- Ellen Pompeo als Dr. Meredith Grey
- Chandra Wilson als Dr. Miranda Bailey
- B.J. Tanner als Tuck Jones
- Jake Borelli als Dr. Levi Schmitt
- Giacomo Gianniotti als Dr. Andrew DeLuca
- Kelly McCreary als Dr. Maggie Pierce
- Jesse Williams als Dr. Jackson Avery
- Jaicy Elliott als Dr. Taryn Helm
- Alex Landi als Dr. Nico Kim
- Alex Blue Davis als Dr. Casey Parker
- Greg Germann als Dr. Tom Koracick
- Caterina Scorsone als Dr. Amelia Shepherd
- James Pickens jr. als Dr. Richard Webber
- Kevin McKidd als Dr. Owen Hunt
- Kim Raver als Dr. Teddy Altman
- Vivian Nixon als Dr. Hannah Brody

## Afleveringen

### Seizoen 1: 2018
| Nr. | Afl. | Titel               | Regisseur       | Schrijver           | Uitzenddatum VS | Uitzenddatum NL |
| --- | ---- | ------------------- | --------------- | ------------------- | --------------- | --------------- |
| 1   | 1    | Stuck               | Paris Barclay   | Stacy McKee         | 22 maart 2018   | 18 juni 2019    |
| 2   | 2    | Invisible to Me     | Paris Barclay   | Stacy McKee         | 22 maart 2018   | 25 juni 2019    |
| 3   | 3    | Contain the Flame   | Mary Lou Belli  | Wendy Calhoun       | 29 maart 2018   | 25 juni 2019    |
| 4   | 4    | Reignited           | Dennis Smith    | Ilene Rosenzweig    | 5 april 2018    | 2 juli 2019     |
| 5   | 5    | Shock to the System | Milan Cheylov   | Anupam Nigam        | 12 april 2018   | 2 juli 2019     |
| 6   | 6    | Stronger Together   | Nzingha Stewart | Angela L. Harvey    | 19 april 2018   | 9 juli 2019     |
| 7   | 7    | Let It Burn         | James Hanlon    | Barbara Kaye Friend | 26 april 2018   | 9 juli 2019     |
| 8   | 8    | Every Second Counts | Marisol Adler   | Tia Napolitano      | 3 mei 2018      | 16 juli 2019    |
| 9   | 9    | Hot Box             | Nicole Rubio    | Phillip Iscove      | 10 mei 2018     | 16 juli 2019    |
| 10  | 10   | Not Your Hero       | Paris Barclay   | Stacy McKee         | 17 mei 2018     | 23 juli 2019    |

### Seizoen 2: 2019
| Nr. | Afl. | Titel                    | Regisseur         | Schrijver                   | Uitzenddatum VS  | Uitzenddatum NL   |
| --- | ---- | ------------------------ | ----------------- | --------------------------- | ---------------- | ----------------- |
| 11  | 1    | No Recovery              | Paris Barclay     | Stacy McKee                 | 4 oktober 2018   | 23 juli 2019      |
| 12  | 2    | TUnder the Surface       | Milan Cheylov     | Tia Napolitano              | 11 oktober 2018  | 30 juli 2019      |
| 13  | 3    | Home to Hold Onto        | Tessa Blake       | Anupam Nigam                | 18 oktober 2018  | 30 juli 2019      |
| 14  | 4    | Lost and Found           | Marcus Stokes     | Jim Campolongo              | 25 oktober 2018  | 6 augustus 2019   |
| 15  | 5    | Do a Little Harm...      | Sylvain White     | Angela L. Harvey            | 1 november 2018  | 6 augustus 2019   |
| 16  | 6    | Last Day on Earth        | Steve Robin       | Phillip Iscove              | 8 november 2018  | 13 augustus 2019  |
| 17  | 7    | Weather the Storm        | Oliver Bokelberg  | Stacy McKee                 | 15 november 2018 | 13 augustus 2019  |
| 18  | 8    | Crash and Burn           | Paris Barclay     | Tia Napolitano              | 7 maart 2019     | 20 augustus 2019  |
| 19  | 9    | I Fought the Law         | Sydney Freeland   | Barbara Kaye Friend         | 14 maart 2019    | 20 augustus 2019  |
| 20  | 10   | Crazy Train              | Daryn Okada       | Anupam Nigam                | 21 maart 2019    | 27 augustus 2019  |
| 21  | 11   | Baby Boom                | Marcus Stokes     | Molly Green & James Leffler | 28 maart 2019    | 27 augustus 2019  |
| 22  | 12   | When It Rains, It Pours! | Ellen S. Pressman | Trey Callaway               | 4 april 2019     | 3 september 2019  |
| 23  | 13   | The Dark Knight          | Stacey K. Black   | Phillip Iscove              | 11 april 2019    | 3 september 2019  |
| 24  | 14   | Friendly Fire            | DeMane Davis      | Jim Campolongo              | 18 april 2019    | 10 september 2019 |
| 25  | 15   | Always Ready             | Nicole Rubio      | Tia Napolitano              | 2 mei 2019       | 10 september 2019 |
| 26  | 16   | For Whom the Bell Tolls  | Tessa Blake       | Barbara Kaye Friend         | 9 mei 2019       | 17 september 2019 |
| 27  | 17   | Into the Wildfire        | Paris Barclay     | Stacy McKee                 | 16 mei 2019      | 17 september 2019 |

### Seizoen 3: 2020
| Nr. | Afl. | Titel                                     | Regisseur        | Schrijver                       | Uitzenddatum VS  | Uitzenddatum NL  |
| --- | ---- | ----------------------------------------- | ---------------- | ------------------------------- | ---------------- | ---------------- |
| 28  | 1    | I Know This Bar                           | Paris Barclay    | Krista Vernoff                  | 23 januari 2020  | 2 juni 2020      |
| 29  | 2    | Indoor Fireworks                          | Paris Barclay    | Kiley Donovan                   | 30 januari 2020  | 9 juni 2020      |
| 30  | 3    | Eulogy                                    | Eric Laneuville  | Anupam Nigam                    | 6 februari 2020  | 16 juni 2020     |
| 31  | 4    | House Where Nobody Lives                  | Oliver Bokelberg | Meghann Plunkett                | 13 februari 2020 | 23 juni 2020     |
| 32  | 5    | Into the Woods                            | Andy Wolk        | Tyrone Finch                    | 20 februari 2020 | 30 juni 2020     |
| 33  | 6    | Ice Ice Baby                              | Tessa Blake      | Rob Giles                       | 27 februari 2020 | 7 juli 2020      |
| 34  | 7    | Satellite of Love                         | Paris Barclay    | Chris Downey                    | 5 maart 2020     | 14 juli 2020     |
| 35  | 8    | Born to Run                               | David Greenspan  | Jill Weinberger                 | 12 maart 2020    | 21 juli 2020     |
| 36  | 9    | Poor Wandering One                        | Janice Cooke     | Brian Anthony                   | 19 maart 2020    | 28 juli 2020     |
| 37  | 10   | Something About What Happens When We Talk | Yangzom Brauen   | Krista Vernoff                  | 26 maart 2020    | 4 augustus 2020  |
| 38  | 11   | No Days Off                               | Tom Verica       | Cinque Henderson                | 2 april 2020     | 11 augustus 2020 |
| 39  | 12   | I'll Be Seeing You                        | Daryn Okada      | Anupam Nigam & Meghann Plunkett | 9 april 2020     | 11 augustus 2020 |
| 40  | 13   | Dream a Little Dream of Me                | Stacey K. Black  | Rob Giles                       | 16 april 2020    | 18 augustus      |
| 41  | 14   | The Ghosts That Haunt Me                  | Pete Chatmon     | Tyrone Finch                    | 30 april 2020    | 18 augustus      |
| 42  | 15   | Bad Guy                                   | Demane Davis     | Kiley Donovan                   | 7 mei 2020       | 25 augustus 2020 |
| 43  | 16   | Louder Than a Bomb                        | Paris Barclay    | Emmylou Diaz                    | 14 mei 2020      | 25 augustus 2020 |

### Seizoen 4: 2020-2021
| Nr. | Afl. | Titel                      | Regisseur           | Schrijver                           | Uitzenddatum VS  | Uitzenddatum NL  |
| --- | ---- | -------------------------- | ------------------- | ----------------------------------- | ---------------- | ---------------- |
| 44  | 1    | Nothing Seems The Same     | Paris Barclay       | Kiley Donovan                       | 12 november 2020 | 2 februari 2021  |
| 45  | 2    | Wild World                 | Bethany Rooney      | Emmylou Diaz                        | 19 november 2020 | 9 februari 2021  |
| 46  | 3    | We Are Family              | Paris Barclay       | Zaiver Sinnett                      | 3 december 2020  | 16 februari 2021 |
| 47  | 4    | Don't Look Back in Anger   | Bethany Rooney      | Brian Anthony                       | 10 december 2020 | 23 februari 2021 |
| 48  | 5    | Out of Control             | Michael Medico      | Tyrone Finch                        | 17 december 2020 | 2 maart 2021     |
| 49  | 6    | Train in Vain              | Allison Liddi-Brown | Rob Giles & Meghann Plunkett        | 11 maart 2021    | 16 maart 2021    |
| 50  | 7    | Learning to Fly            | Michael Medico      | Sam Forman                          | 18 maart 2021    | 23 maart 2021    |
| 51  | 8    | Make No Mistake, He's Mine | Allison Liddi-Brown | Shalisha Francis-Feusner            | 25 maart 2021    | 30 maart 2021    |
| 52  | 9    | No One is Alone            | Stacey K. Black     | Rochelle Zimmerman                  | 1 april 2021     | 6 april 2021     |
| 53  | 10   | Save Yourself              | David Greenspan     | Emily Culver                        | 8 april 2021     | 13 april 2021    |
| 54  | 11   | Here It Comes Again        | Karen Gaviola       | Emmylou Diaz & Tyrone Finch         | 15 april 2021    | 20 april 2021    |
| 55  | 12   | Get Up, Stand Up           | Daryn Okada         | Krista Vernoff                      | 22 april 2021    | 27 april 2021    |
| 56  | 13   | I Guess I'm Floating       | Paris Barclay       | Daniel K. Hoh                       | 6 mei 2021       | 11 mei 2021      |
| 57  | 14   | Comfortably Numb           | Peter Paige         | Peter Paige                         | 20 mei 2021      | 25 mei 2021      |
| 58  | 15   | Say Her Name               | Oliver Bokelberg    | Zaiver Sinnett & Rochelle Zimmerman | 27 mei 2021      | 1 juni 2021      |
| 59  | 16   | Forever and Ever, Amen     | Paris Barclay       | Kiley Donovan                       | 3 juni 2021      | 8 juni 2021      |